# Polypodium ursipes
Polypodium ursipes är en stensöteväxtart som beskrevs av Johann Wilhelm Karl Moritz och Carl Frederik Albert Christensen. Polypodium ursipes ingår i släktet Polypodium och familjen Polypodiaceae. Inga underarter finns listade.